# Juliana Fedak
Juliana Łeonidiwna Fedak (ukr. Юліана Леонідівна Федак; ur. 8 czerwca 1983 w Nowej Kachowce) – ukraińska tenisistka.
Status profesjonalny otrzymała w 1998, wieku 15 lat.
Jednym z sukcesów ukraińskiej tenisistki jest półfinał gry podwójnej Wimbledonu 2006 (w parze z Tetianą Perebyjnis), gdzie przegrały z parą Virginia Ruano Pascual i Paola Suárez. W singlu wygrała 6 turniejów ITF.

## Turnieje WTA

### Gra podwójna

#### Finalistka
|    | Data       | Turniej                | Kat.          | ($)     | Naw.     | Partnerka          | Mistrzynie               | Wynik    |
| 1. | 24/11/2006 | Kalkuta, Sunfeast Open | Kategoria III | 175 000 | dywanowa | Julija Bejhelzimer | Liezel Huber Sania Mirza | 4:6, 0:6 |

## Wygrane turnieje rangi ITF
| turnieje z pulą nagród 100 000 $ |
| turnieje z pulą nagród 75 000 $  |
| turnieje z pulą nagród 50 000 $  |
| turnieje z pulą nagród 25 000 $  |
| turnieje z pulą nagród 15 000 $  |
| turnieje z pulą nagród 10 000 $  |

### Gra pojedyncza
|    | Data       | Turniej   | ($)    | Naw.   | Finalistka               | Wynik         |
| 1. | 28/10/2001 | Kair      | 10 000 | ziemna | Goulnara Fattakhetdinova | 7:6(4), 6:4   |
| 2. | 08/08/2004 | Rimini    | 50 000 | ziemna | Kateřina Böhmová         | 6:4, 6:3      |
| 3. | 20/11/2005 | Tucson    | 75 000 | twarda | Vania King               | 7:5, 6:0      |
| 4. | 23/04/2006 | Dothan    | 75 000 | ziemna | Varvara Lepchenko        | 4:6, 6:4, 6:2 |
| 5. | 30/04/2006 | Lafayette | 50 000 | ziemna | Milagros Sequera         | 5:7, 6:2, 6:4 |
| 6. | 12/04/2009 | Jackson   | 25 000 | ziemna | Laura Siegemund          | 6:2, 6:1      |